# Cylicasta difficilis
Cylicasta difficilis är en skalbaggsart som först beskrevs av Auguste Lameere 1893.  Cylicasta difficilis ingår i släktet Cylicasta och familjen långhorningar.
Artens utbredningsområde är Venezuela. Inga underarter finns listade i Catalogue of Life.